# Cmentarz mariawicki w Zgierzu
Cmentarz mariawicki pod wezwaniem Matki Bożej Nieustającej Pomocy w Zgierzu – cmentarz znajdujący się w Zgierzu przy ulicy Adolfa Dygasińskiego na Przybyłowie.
Cmentarz został założony w 1906, zajmuje powierzchnię 0,5 ha. Jest administrowany przez dwie zgierskie parafie: Kościoła Starokatolickiego Mariawitów oraz Kościoła Katolickiego Mariawitów. Do chwili obecnej pochowano na nim około 1600 osób, w tym m.in. Józefa Gromulskiego i Adama Gutkowskiego. W latach 90. XX w. na terenie nekropolii wzniesiono kościół parafialny pełniący równocześnie funkcję kaplicy przedpogrzebowej. 